# Ophiolepis affinis
Ophiolepis affinis is een slangster uit de familie Ophiolepididae.
De wetenschappelijke naam van de soort werd in 1882 gepubliceerd door Théophile Rudolphe Studer.